# Shawn Wayans
Shawn Mathis Wayans (New York, 19 gennaio 1971) è un attore e regista statunitense.

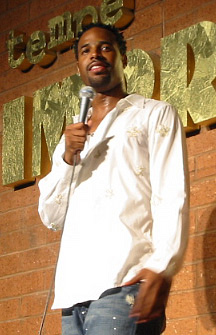
Shawn Wayans al Tempe Improv 2004

Normalmente lavora ai progetti dei fratelli, i registi Keenen Ivory e Marlon Wayans.

## Carriera
Debutta nel cinema nel 1988 nel film Scappa, scappa... poi ti prendo! di suo fratello Keenen Ivory per poi seguirlo in televisione nella sitcom The Wayans Bros, insieme agli altri fratelli, mentre compare anche in alcuni episodi del telefilm MacGyver. La notorietà però arriva con i film comici Scary Movie e Scary Movie 2 (sempre prodotti e girati dai fratelli Wayans), dove interpreta il ruolo di Ray Wilkins, un omosessuale non dichiarato. Lo stesso team rimarrà inalterato per la produzione dei film successivi White Chicks e Quel nano infame che, benché non particolarmente amati dalla critica, hanno goduto di un buon successo nelle sale.

## Filmografia

### Cinema
- Scappa, scappa... poi ti prendo!, regia di Keenen Ivory Wayans (1988)
- Un ragazzo veramente speciale, regia di Paris Barclay (1996)
- Scary Movie, regia di Keenen Ivory Wayans (2000)
- Scary Movie 2, regia di Keenen Ivory Wayans (2001)
- White Chicks, regia di Keenen Ivory Wayans (2004)
- Quel nano infame, regia di Keenen Ivory Wayans (2006)
- Dance Flick, regia di Damien Dante Wayans (2009)

### Televisione
- In Living Color - serie TV, 127 episodi (1990-1994)
- MacGyver - serie TV (1991)
- Mr. Cooper - serie TV, 1 episodio (1993)
- The Wayans Bros. - serie TV, 101 episodi (1995-1999)
- Waynehead - serie TV, 13 episodi (1996)
- The Parent 'Hood - serie TV (1996)
- MTV Video Music Awards 2000 - programma TV, Conduttore (2000)

## Doppiatori italiani
Nelle versioni in italiano dei suoi film, è stato doppiato da
- Riccardo Niseem Onorato in: Scary Movie, Scary Movie 2
- Nanni Baldini in: White Chicks
- Oreste Baldini in: Quel nano infame